# Amnátos
Amnátos (en grec moderne : Αμνάτος) est une localité grecque de la municipalité de Réthymnon en Crète.

## Géographie, origines du nom, histoire
Situé sur les contreforts nord-est du Gargano, à 17 km au sud de Réthymnon, sur la route d'Arkádi, à une altitude de 320 m le village offre des vues remarquables sur la mer de Crète au nord et sur le mont Psiloreitis.
L'endroit semble avoir été habité depuis l'Antiquité et l'on croit que le nom Amnátos a une origine minoenne. L'étymologie du toponyme vient probablement du mot « amnion » qui veut dire le vaisseau pour le sang des animaux sacrifiés. L'ancienne ville d’Amnátos était plus dans la montagne, à Perissakia. On y a retrouvé des poteries et des restes de fours anciens, et de très nombreux fragments de poteries probablement à destination des pèlerins vers l’ancienne Eleftherna. Cependant il existe peu d’information connue sur la période préhistorique d’Amnátos.
Le recensement vénitien Francesco Barozzi en 1577 le nomme Amnato. En 1881 il a été le centre de la municipalité d’Amnátos. En 1900 le village appartenait à la municipalité d’Arkádi. Pendant la période ottomane la plupart de sa population était des Turcs, même après la révolution de 1821. Le minaret de la mosquée dominait le village encore en 1834.

## Monuments et bâtiments importants

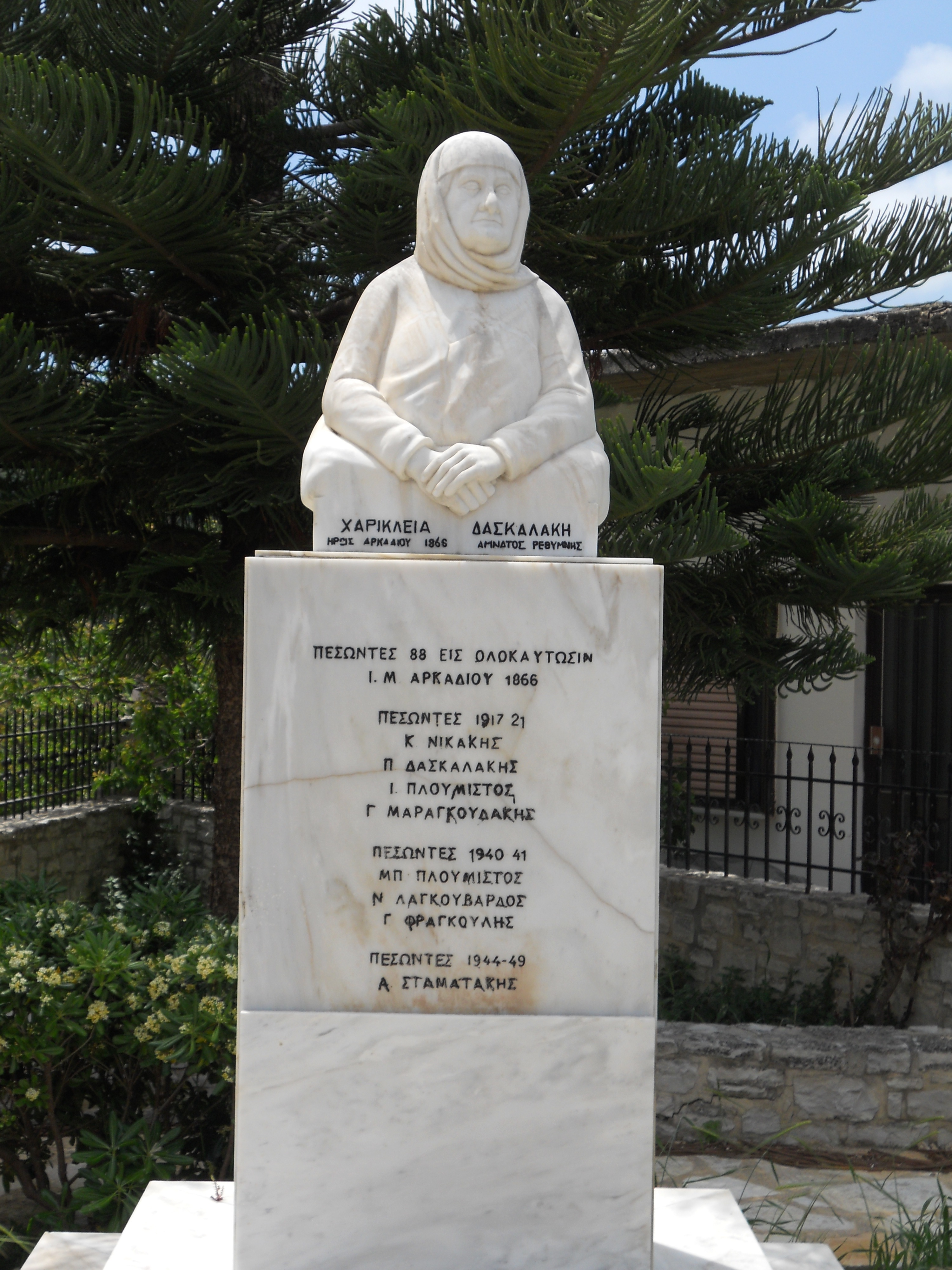
Buste de Ch. Daskalaki

Parmi des nombreuses maisons vénitiennes dans le village domine la maison de la famille Sagouinatsou, avec une porte impressionnante avec un blason et une inscription : INITIUM SAPIENTE TIMOR DOMINI (= début de la sagesse la peur du Seigneur.
Sur la place du village se trouve le buste en marbre de la légendaire Chariklia épouse de Michael Daskalakis. Ses trois fils ont été tués pendant la révolte crétoise de 1866-1869. Elle a quant à elle combattu dans le monastère assiégé d'Arkádi.
Il y a aussi un musée folklorique, dépendant de l'Association culturelle locale, et un musée municipal d’histoire de l'éducation grecque.
L’église du village est dédiée à Marie Source-de-Vie.